# Benthocometes robustus
Benthocometes robustus és una espècie de peix pertanyent a la família dels ofídids i a l'ordre dels ofidiformes.

## Ictionímia
Nadal Fortià va proposar el nom de bròtola clara per a aquesta espècie, mentre que Lloris et al. el van batejar amb el nom de bròtola d'espina. El TERMCAT no s'hi ha pronunciat i continua sense tindre un nom vernacular vàlid en català.

## Descripció
Cos comprimit i cobert d'escates cicloides petites. La línia lateral, contínua, s'esvaeix abans d'arribar al peduncle caudal. Cap gros i curt, amb el musell arrodonit i més curt que el diàmetre ocular. Ulls iguals o més grans que la longitud del musell. Boca en posició terminal. L'aleta dorsal, amb 96 a 110 radis, s'inicia sota el centre de les aletes pectorals. L'anal, més curta, té de 79 a 98 radis. Dorsal i anal conflueixen -sense unir-s'hi- amb la caudal, que és molt petita i ben diferenciada. Aletes ventrals inserides sota l'espai que separa l'opercle de la base de les pectorals i amb 27-33 radis tous. Aletes pelvianes amb 2-2 radis tous. Opercle amb 2 espines dirigides cap enrere. 5-7 filaments pseudobranquials. El cos és de color gris groguenc, negrós a la regió ventral perquè la cambra branquial i el peritoneu són negres. La longitud total màxima és de prop de 14-15 cm.

## Reproducció
És ovípar i els ous (pelàgics i de forma ovalada) suren formant una massa gelatinosa. Larves epipelàgiques.

## Alimentació
A Itàlia es nodreix de crustacis planctònics i el seu nivell tròfic és de 3,09.

## Hàbitat i distribució geogràfica
És un peix marí i batidemersal (entre 500 i 1.000 m de fondària), el qual viu als fons fangosos de la Mediterrània (l'Estat espanyol -incloent-hi les illes Balears-, França -incloent-hi Còrsega-, Itàlia -com ara, Sardenya i Sicília-, Tunísia, Algèria i, possiblement també, Malta), l'Atlàntic oriental (el Sàhara Occidental) i l'Atlàntic occidental (Cuba i el Brasil).

## Observacions
És inofensiva per als humans, poc comuna i el seu índex de vulnerabilitat és baix (10 de 100).